# スーパーマン/シャザム!:リターン・オブ・ブラックアダム
『スーパーマン/シャザム!:リターン・オブ・ブラックアダム』（英: Superman/Shazam!: The Return of Black Adam）は、DCコミックスの出版するアメリカン・コミックスのキャラクターを原作とする短編アニメーション作品。DCユニバース・アニメイテッド・オリジナル・ムービーズの作品で、「DCショーケース・オリジナル・ショート・コレクション」として2010年11月9日に発売された。

## キャスト
- スーパーマン - ジョージ・ニューバーン
- キャプテン・マーベル - ジェリー・オコンネル
- ブラックアダム（英語版） - アーノルド・ヴォスルー
- ビリー・バットソン - ザック・キャリソン
- シャザム - ジェームズ・ガーナー
- 少年 - ジョシュ・キートン
- サリー - ダニカ・マッケラー
- トーキー・トーニー（英語版） - ケビン・マイケル・リチャードソン